# کیئولو
کیئولو (به لاتین: Qiulou) یک شهرک در جمهوری خلق چین است که در بخش شیانگفو واقع شده‌است.